# Deutsche Leichtathletik-Meisterschaften 2005
Die 105. Deutschen Leichtathletik-Meisterschaften wurden am 2. und 3. Juli 2005 in Bochum-Wattenscheid im Lohrheidestadion ausgetragen.

## Ausgelagerte Wettbewerbe
Wie üblich wurden eine Reihe von Wettbewerben ausgelagert.
- Es begann mit den Meisterschaften über die Halbmarathon-Distanz, die am 13. März in Ohrdruf mit Einzel- / Mannschaftswertungen für Frauen und Männer stattfanden.[3][4][5]
- Die Geher über 20 km starteten am 24. April in Dresden. Es gab jeweils Einzel- und Teamwertungen.[6]
- Der Marathonlauf fand am 8. Mai in Regensburg statt – mit Einzel- / Mannschaftswertungen für Frauen und Männer.[7]
- Die Meisterschaften in den Langstaffeln (3 × 800 m – Frauen / 3 × 1000 m – Männer) sowie über 10.000 m (Frauen und Männer) wurden am 28. Mai in Koblenz ausgetragen.[8]
- Zum 100-km-Straßenlauf trafen sich die Langstreckler am 13. August in Leipzig. Auch hier gab es Einzel- / Mannschaftswertungen für Frauen und Männer.[9][10]
- Die Meisterschaft im Sieben- (Frauen) und Zehnkampf (Männer) fand am 27./28. August in Lage statt – mit jeweils Einzel- / Mannschaftswertungen.[11]
- Den 10-km-Straßenlauf gab es am 11. September in Otterndorf – mit Einzel- / Mannschaftswertungen für Frauen und Männer.[12]
- Das 50-km-Gehen (Männer) wurde am 24. September in Gleina ausgetragen.[13]
- Zu den Meisterschaften im Berglauf traten die Läufer am 8. Oktober in Zell am Harmersbach an. Es gab Einzel- / Mannschaftswertungen für Frauen und Männer.[14][15]
- Die Meister in den Crossläufen schließlich wurden am 26. November in Darmstadt ermittelt. Es gab eine Strecke für Frauen sowie eine Mittel- und Langstrecke für Männer mit jeweils Einzel- und Mannschaftswertungen.[16]

## Rekord
Es wurde ein neuer deutscher Rekord (DR) aufgestellt:

200-Meter-Lauf: 20,20 s – Tobias Unger (LAZ Salamander Kornwestheim-Ludwigsburg) bei einem Rückenwind von 0,7 m/s

## Medaillengewinner Männer
Die folgenden Übersichten fassen die Medaillengewinner zusammen. Eine ausführlichere Übersicht mit den jeweils ersten acht in den einzelnen Disziplinen findet sich in dem Artikel Deutsche Leichtathletik-Meisterschaften 2005/Resultate.
| Disziplin                                   | Gold                                                                              | Leistung        | Silber                                                                   | Leistung       | Bronze                                                                                                | Leistung       |
| ------------------------------------------- | --------------------------------------------------------------------------------- | --------------- | ------------------------------------------------------------------------ | -------------- | --- | -------------- |
| 100 m (Wind: +0,3)                          | Tobias Unger (LAZ Salamander Kornwestheim-Ludwigsburg)                            | 10,16 s000      | Marc Blume (TV Wattenscheid 01)                                          | 10,29 s00      | Marius Broening (LAV Asics Tübingen)                                                                  | 10,31 s00      |
| 200 m (Wind: +0,7)                          | Tobias Unger (LAZ Salamander Kornwestheim-Ludwigsburg)                            | 20,20 s DR      | Till Helmke (TSV Friedberg-Fauerbach)                                    | 20,66 s00      | Daniel Schnelting (LAZ Rhede)                                                                         | 20,68 s00      |
| 400 m                                       | Simon Kirch (SV Saar 05 Saarbrücken)                                              | 45,95 s000      | Kamghe Gaba (LG Eintracht Frankfurt)                                     | 46,29 s00      | Florian Seitz (OSC Berlin)                                                                            | 46,36 s00      |
| 800 m                                       | René Herms (LG Asics Pirna)                                                       | 1:45,38 min0    | Andreas Freimann (LC ThüringenGas Erfurt)                                | 1:48,44 min    | René Bauschinger (LAC Quelle Fürth/München/Würzburg)                                                  | 1:48,61 min    |
| 1500 m                                      | Franek Haschke (LG Nord Berlin)                                                   | 3:40,39 min0    | Carsten Schlangen (SV Union Meppen)                                      | 3:40,97 min    | Jonas Hamm (LG Wedel-Pinneberg)                                                                       | 3:41,52 min    |
| 5000 m                                      | Jan Fitschen (TV Wattenscheid)                                                    | 13:39,51 min0   | Arne Gabius (LAV Asics Tübingen)                                         | 13:52,99 min   | Embaye Hedrit (LG Braunschweig)                                                                       | 14:01,72 min   |
| 10.000 m                                    | Jan Fitschen (TV Wattenscheid)                                                    | 29:55,44 min0   | André Pollmächer (LAC Erdgas Chemnitz)                                   | 29:29,52 min   | Oliver Dietz (LG Braunschweig)                                                                        | 30:08,27 min   |
| 10-km-Straßenlauf                           | Jan Fitschen (TV Wattenscheid)                                                    | 29:18 min0      | Raphael Schäfer (LC Asics Rehlingen)                                     | 29:21 min00    | Embaye Hedrit (LG Braunschweig)                                                                       | 29:26 min00    |
| 10-km-Straßenlauf, Mannschaftswertung       | TV Wattenscheid 01Jan Fitschen Stefan Koch Manuel Meyer                           | 1:29:03 h00000  | LG BraunschweigEmbaye Hedrit Oliver Dietz Georg Diettrich                | 1:30:09 h0000  | TSV KirchdorfDirk Schwarzbach Thomas Bartholome Florian Reichert                                      | 1:32:03 h0000  |
| Halbmarathon                                | Stefan Koch (TV Wattenscheid 01)                                                  | 1:04:45 h00000  | Martin Beckmann (LG Leinfelden-Echterdingen)                             | 1:05:12 h0000  | Philipp Büttner (TSV Friedberg-Fauerbach)                                                             | 1:06:56 h0000  |
| Halbmarathon, Mannschaftswertung            | TV Wattenscheid 01Stefan Koch Carsten Schütz Manuel Meyer                         | 3:20:12 h00000  | LG Domspitzmilch RegensburgDennis Pyka Johann Hillebrand René Manthee    | 3:27:10 h0000  | LG Leinfelden-EchterdingenMartin Beckmann Michael Wullings Tim Jensen                                 | 3:27:41 h0000  |
| Marathon                                    | Dirk Nürnberger (SC DHfK Leipzig)                                                 | 2:22:48 h00000  | Volker Fritzsch (LAZ Leipzig)                                            | 2:23:58 h0000  | Jürgen Austin-Kerl (PSV Grün-Weiß Kassel)                                                             | 2:25:25 h0000  |
| Marathon, Mannschaftswertung                | SC DHfK Leipzig IDirk Nürnberger Martin Prophet Konrad Mühmel                     | 7:21:39 h00000  | PSV Grün-Weiß KasselJürgen Austin-Kerl Alexander Merkel Jürgen Wagner    | 7:32:36 h0000  | SC DHfK Leipzig IIJürgen Wernitz Jörg Giebel Peter Müller                                             | 7:47:10 h0000  |
| 100-km-Straßenlauf                          | Michael Sommer (Eichenkreuz Schwaikheim)                                          | 6:58:05 h00000  | Rainer Koch (LG Würzburg)                                                | 7:05:24 h0000  | Erhold Lorwin (LC Auensee Leipzig)                                                                    | 7:15:00 h0000  |
| 100-km-Straßenlauf, Mannschaftswertung      | Eichenkreuz SchwaikheimMichael Sommer Jochen Höschele Armin Härle                 | 23:30:34 h00000 | SG Neukirchen-HülchrathBernd Juckel Stefan Weigelt Michael Göhner        | 24:19:02 h0000 | LG WürzburgRainer Koch Matthias Schmitt Christoph Hoffmann                                            | 24:33:06 h0000 |
| 110 m Hürden (Wind: +0,6)                   | Thomas Blaschek (LAZ Leipzig)                                                     | 13,49 s000      | Florian Seibold (TV Heppenheim)                                          | 13,62 s00      | Kai Doskoczynski (LAC Quelle Fürth/München/Würzburg)                                                  | 13,69 s00      |
| 400 m Hürden                                | Christian Duma (LG Eintracht Frankfurt)                                           | 49,69 s000      | Thomas Goller (LG Asics Pirna)                                           | 50,32 s00      | Henning Kuschewitz (LG Eintracht Frankfurt)                                                           | 50,74 s00      |
| 3000 m Hindernis                            | Filmon Ghirmai (LAV Asics Tübingen)                                               | 8:34,10 min0    | Christian Knoblich (LAZ Puma Troisdorf/Siegburg)                         | 8:38,08 min    | Steffen Uliczka (SG TSV Kronshagen/Kieler TB)                                                         | 8:38,32 min    |
| 4 × 100 m Staffel                           | TV WattenscheidHolger Blume Marc Blume Alexander Kosenkow Jan-Christopher Schulte | 39,36 s000      | TSV Friedberg-FauerbachMichael Weber Till Helmke Nils Müller Thilo Daxer | 40,12 s00      | LAZ Salamander Kornwestheim-LudwigsburgSimon Bräuchle David Schahbasian Markus Malucha Florian Gamper | 40,23 s00      |
| 4 × 400 m Staffel                           | LG Eintracht FrankfurtTilo Ruch Henning Kuschewitz Thomas Wilhelm Kamghe Gaba     | 3:08,04 min0    | OSC BerlinSven Buggel Florian Seitz Christian Hoch Ralf Riester          | 3:09,78 min    | LG Eintracht FrankfurtStefan Kuhlee Christian Brüning René Konow Philipp Baier                        | 3:13,67 min    |
| 3 × 1000-m-Staffel                          | LC ThüringenGas ErfurtChristoph Moormann Andreas Freimann Stefan Eberhardt        | 7:17,92 min0    | LG Olympia DortmundChristophe Chayriguet Ansgar Varnhagen Steffen Co     | 7:17,98 min    | Gerolsteiner LGVMichael Pfeil Carlo Schuff Mark Kowalinski                                            | 7:18,71 min    |
| 10.000-m-Bahngehen                          | Jan Albrecht (Team Erfurt)                                                        | 39:48,94 min0   | André Höhne (SCC Berlin)                                                 | 41:16,33 min   | Michael Krause (LG Offenburg)                                                                         | 41:43,26 min   |
| 20-km-Gehen                                 | André Höhne (SCC Berlin)                                                          | 1:21:49 h00000  | Jan Albrecht (Team Erfurt)                                               | 1:23:26 h0000  | Maik Berger (SC Potsdam)                                                                              | 1:24:49 h0000  |
| 20-km-Gehen, Mannschaftswertung             | 1. LAC DessauSteffen Borsch Dick Gnauck Mario Kerber                              | 5:04:00 h00000  | SV Einheit 1875 WorbisFrank Werner Ronald Papst Andreas Franke           | 5:18:14 h0000  | Alemannia AachenMalte Strunk Hans Gaus Peter Schumm                                                   | 5:36:57 h0000  |
| 50-km-Gehen                                 | Frank Werner (SV Einheit Worbis)                                                  | 4:12:40 h00000  | Denis Franke (LAC Quelle Fürth/München/Würzburg)                         | 4:48:31 h0000  | Joachim Maier (SV Breitenbrunn)                                                                       | 5:29:05 h0000  |
| Hochsprung                                  | Eike Onnen (LG Hannover)                                                          | 2,26 m          | Roman Fricke (TSV Bayer 04 Leverkusen)                                   | 2,23 m         | Martin Buß (Barmer TV 1846 Wuppertal)                                                                 | 2,20 m         |
| Stabhochsprung                              | Tim Lobinger (ASV Köln)                                                           | 5,75 m          | Danny Ecker (TSV Bayer 04 Leverkusen)                                    | 5,75 m         | Richard Spiegelburg (TSV Bayer 04 Leverkusen)                                                         | 5,70 m         |
| Weitsprung                                  | Nils Winter (TSV Bayer 04 Leverkusen)                                             | 8,03 m          | Oliver Koenig (LAZ Leipzig)                                              | 7,95 m         | Schahriar Bigdeli (TSV Bayer 04 Leverkusen)                                                           | 7,66 m         |
| Dreisprung                                  | Charles Friedek (TSV Bayer 04 Leverkusen)                                         | 16,89 m         | Rudolf Helpling (LT DSHS Köln)                                           | 16,49 m        | Thomas Moede (Team Erfurt)                                                                            | 16,37 m        |
| Kugelstoßen                                 | Ralf Bartels (SC Neubrandenburg)                                                  | 20,67 m         | Andy Dittmar (LG Ohra Hörselgas)                                         | 19,42 m        | Detlef Bock (VfL Wolfsburg)                                                                           | 19,28 m        |
| Diskuswurf                                  | Michael Möllenbeck (TV Wattenscheid)                                              | 64,12 m         | Robert Harting (SCC Berlin)                                              | 61,87 m        | Torsten Schmidt (1. LAV Rostock)                                                                      | 61,15 m        |
| Hammerwurf                                  | Karsten Kobs (BV Teutonia Lanstrop)                                               | 78,12 m         | Holger Klose (SV Schlau.com Saar 05 Saarbrücken)                         | 77,39 m        | Markus Esser (TSV Bayer 04 Leverkusen)                                                                | 76,66 m        |
| Speerwurf                                   | Christian Nicolay (TV Wattenscheid 01)                                            | 81,37 m         | Manuel Nau (SCC Berlin)                                                  | 78,95 m        | Björn Lange (SC Magdeburg)                                                                            | 78,55 m        |
| Zehnkampf                                   | Jacob Minah (LG Göttingen)                                                        | 7652 P          | Schahriar Bigdeli (TSV Bayer 04 Leverkusen)                              | 7494 P         | Marek Görlich (LG Bünde-Ahle/Löhne)                                                                   | 7437 P         |
| Zehnkampf, Mannschaftswertung               | LG Eintracht FrankfurtPascal Behrenbruch Maxim Kruschinski Jörn Fritsch           | 21.048 P        | LT DSHS KölnKenny Beele Christoph Maier Florian Heiler                   | 19.715 P       | LG Bünde-Ahle/LöhneMarek Görlich Philipp Schröder Jannis Bäcker                                       | 19.620 P       |
| Crosslauf Mittelstrecke – 4,0 km            | Dominik Burkhardt (LG Neckar-Enz)                                                 | 10:56 min000    | Jonas Stifel (LG Nord Berlin)                                            | 11:04 min00    | Franek Haschke (LG Nord Berlin)                                                                       | 11:12 min00    |
| Crosslauf Mittelstrecke, Mannschaftswertung | LG Olympia DortmundChristophe Chayriguet Ansgar Varnhagen Robert Schulte          | Pl.-Ziff. 34    | Gerolsteiner LGVMarc-André Kowalinski Carlo Schuff Tobias Hoffmann       | Pl.-Ziff. 48   | TSV Bayer 04 LeverkusenFahd Mellouk Patrick Wilhelm Michael Stemmler                                  | Pl.-Ziff. 64   |
| Crosslauf Langstrecke – 9,2 km              | Jens Borrmann (SC DHfK Leipzig)                                                   | 26:08 min000    | Oliver Mintzlaff (PTSV Jahn Freiburg)                                    | 26:10 min00    | Sebastian Hallmann (LAV Asics Tübingen)                                                               | 26:18 min00    |
| Crosslauf Langstrecke, Mannschaftswertung   | LAV Asics TübingenSebastian Hallmann Arne Gabius Filmon Ghirmai                   | Pl.-Ziff. 18    | LC Asics RehlingenRaphael Schäfer Christian Klein Johannes Schmitt       | Pl.-Ziff. 43   | LAZ LeipzigMichael Schering Volker Fritzsch Thorsten Grube                                            | Pl.-Ziff. 53   |
| Berglauf – 13 km                            | Helmut Schiessl (SV Buchenberg)                                                   | 46:34 min000    | Markus Jenne (USC Freiburg)                                              | 48:02 min00    | Daniel Unger (LG Sigmaringen)                                                                         | 48:36 min00    |
| Berglauf, Mannschaftswertung                | USC FreiburgMarkus Jenne Dominik Ulrich Max Frei                                  | 2:26:26 h00000  | SC DHfK Leipzig IBenjamin Lindner Raphael Arnold Matthias Körner         | 2:3:38 h0000   | SC DHfK Leipzig IIMichael Müller Stefan Gorzny Thomas Winkler                                         | 2:45:15 h0000  |

## Medaillengewinnerinnen Frauen
| Disziplin                              | Gold                                                                         | Leistung       | Silber                                                                           | Leistung            | Bronze                                                                               | Leistung       |
| -------------------------------------- | ---------------------------------------------------------------------------- | -------------- | -------------------------------------------------------------------------------- | ------------------- | ------------------------------------------------------------------------------------ | -------------- |
| 100 m (Wind: +1,5)                     | Birgit Rockmeier (LG Olympia Dortmund)                                       | 11,33 s00      | Katja Wakan (Hallesche Leichtathletik-Freunde)                                   | 11,41 s00           | Sandra Möller (USC Mainz)                                                            | 11,56 s00      |
| 200 m (Wind: +1,5)                     | Birgit Rockmeier (LG Olympia Dortmund)                                       | 23,05 s00      | Jala Gangnus (LG Nordheide)                                                      | 23,38 s00           | Sabrina Mulrain (MTG Mannheim)                                                       | 23,57 s00      |
| 400 m                                  | Claudia Hoffmann (SC Potsdam)                                                | 52,51 s00      | Korinna Fink (LG Eintracht Frankfurt)                                            | 53,78 s00           | Nadine Balkow (LG Nike Berlin)                                                       | 54,17 s00      |
| 800 m                                  | Monika Gradzki (TV Wattenscheid)                                             | 2:03,51 min    | Kathleen Friedrich (SC Potsdam)                                                  | 2:03,85 min         | Janina Goldfuß (TV Wattenscheid 01)                                                  | 2:04,97 min    |
| 1500 m                                 | Antje Möldner (SC Potsdam)                                                   | 4:12,38 min    | Katrin Trauth (TV Wattenscheid 01)                                               | 4:15,69 min         | Kerstin Werner (LC ThüringenGas Erfurt)                                              | 4:16,43 min    |
| 5000 m                                 | Sabrina Mockenhaupt (LG Sieg)                                                | 15:09,39 min   | Ulrike Maisch (1. LAV Rostock)                                                   | 16:17,75 min        | Monika Schuri (LG Wehringen)                                                         | 16:19,91 min   |
| 10.000 m                               | Sabrina Mockenhaupt (LG Sieg)                                                | 34:36,43 min   | Eva Maria Stöwer (LAC Veltins Hochsauerland)                                     | 35:02,95 min        | Michaela Schedler (Post-Sport Telekom Trier)                                         | 35:10,05 min   |
| 10-km-Straßenlauf                      | Luminita Zaituc (LG Braunschweig)                                            | 31:45 min00    | Susanne Ritter (SV Schlau.com Saar 05 Saarbrücken)                               | 33:34 min00         | Julia Viellehner (TSV Winhöring)                                                     | 33:49 min00    |
| 10-km-Straßenlauf, Mannschaftswertung  | LG BraunschweigLuminita Zaituc Birte Bultmann Katrin Bröger                  | 1:46:15 h0000  | SV Schlau.com Saar 05 SaarbrückenSusanne Ritter Marion Jakobs Claudia Rausch     | 1:47:27 h0000       | LG Domspitzmilch RegensburgAndrea Stengel Fakja Hofmann Monika Hirt                  | 1:49:53 h0000  |
| Halbmarathon                           | Luminita Zaituc (LG Braunschweig)                                            | 1:13:39 h0000  | Eva Maria Stöwer (LAC Veltins Hochsauerland)                                     | 1:14:26 h0000       | Michaela Schedler (Post-Sport Telekom Trier)                                         | 1:14:40 h0000  |
| Halbmarathon, Mannschaftswertung       | LG Domspitzmilch RegensburgKatharina Kaufmann Andrea Stengel Fakja Hofmann   | 4:04:53 h0000  | SG TSV Kronshagen/Kieler TBAnke Tiedemann Verena Becker Christine Schuster       | 4:09:37 h0000       | LG Leinfelden-EchterdingenStephanie Maier Heidrun Vetter Kirsten Braun               | 4:13:48 h0000  |
| Marathon                               | Monika Schuri (LG Wehringen)                                                 | 2:39:17 h0000  | Carmen Siewert (LG Vorpommern)                                                   | 2:40:26 h0000       | Sylvia Renz (OSC Berlin)                                                             | 2:48:58 h0000  |
| Marathon, Mannschaftswertung           | LG Domspitzmilch RegensburgMonika Hirt Andrea Stengel Gaby Schöffmann        | 8:40:20 h0000  | Spiridon FrankfurtBirgitt Bohn Anke Holljesiefken Solveig Pape                   | 9:03:39 h0000       | SVE HiddestorfKerstin Brünig Bianca Stanienda Anne Toffel                            | 9:31:54 h0000  |
| 100-km-Straßenlauf                     | Carmen Hildebrand (SSC Hanau-Rodenbach)                                      | 8:19:55 h0000  | Ilona Schlegel (Melpomene Bonn)                                                  | 8:45:21 h0000       | Barbara Austermann (LG Ahlen)                                                        | 8:52:18 h0000  |
| 100-km-Straßenlauf, Mannschaftswertung | SCC BerlinBettina Keelan Gisela Gluth Simone Weiske                          | 33:25:13 h0000 | nur eine Mannschaft                                                              | nur eine Mannschaft | in der Wertung                                                                       | in der Wertung |
| 100 m Hürden (Wind: +0,9)              | Kirsten Bolm (MTG Mannheim)                                                  | 12,84 s00      | Tina Klein (VfL Sindelfingen)                                                    | 13,09 s00           | Carolin Nytra (Bremer LT)                                                            | 13,28 s00      |
| 400 m Hürden                           | Claudia Marx (Team Erfurt)                                                   | 56,14 s00      | Anja Neupert (LG Nike Berlin)                                                    | 56,18 s00           | Tina Kron (SV Schlau.com Saar 05 Saarbrücken)                                        | 56,52 s00      |
| 3000 m Hindernis                       | Verena Dreier (LG Sieg)                                                      | 10:06,51 min   | Meike Rosenauer (LG Rems-Murr)                                                   | 10:20,07 min        | Susi Lutz (LG Domspitzmilch Regensburg)                                              | 10:23,10 min   |
| 4 × 100 m Staffel                      | MTG MannheimSabine Siepelt Sabrina Mulrain Johanna Kedzierski Anne Möllinger | 45,06 s00      | LG WeserberglandStephanie Thumann Nina Giebel Cathleen Tschirch Nicole Marahrens | 45,20 s00           | LG Olympia DortmundKatchi Habel Gabi Rockmeier Birgit Rockmeier Kerstin Grötzinger   | 45,54 s00      |
| 4 × 400 m Staffel                      | LG Nike BerlinKatharina Gröb Anja Neupert Julia-Kristin Kunz Nadine Balkow   | 3:37,28 min    | SC PotsdamJulia Hilgendorf Kassandra Urban Antje Laube Claudia Hoffmann          | 3:38,99 min         | LT DSHS KölnClaudia Wehrsen Barbara Gähling Nina Klausen Lena Theresa Besse          | 3:43,42 min    |
| 3 × 800-m-Staffel                      | LC ThüringenGas ErfurtDoreen Klose Katrin Trauth Jana Hartmann               | 6:27,65 min    | TSV Bayer 04 LeverkusenSaskia Janssen Dagmar de Haan Sigrid Bühler               | 6:32,35 min         | LAC Quelle Fürth/München/ WürzburgJulia Hiller Regina Schnurrenberger Juliane Becker | 6:35,37 min    |
| 5000-m-Bahngehen                       | Sabine Zimmer (SC Potsdam)                                                   | 20:11,45 min   | Barbara Brandenburg (LG Osnabrück)                                               | 22:44,54 min        | Ulrike Sischka (SV Halle)                                                            | 22:52,06 min   |
| 20-km-Gehen                            | Sabine Zimmer (SC Potsdam)                                                   | 1:29:07 h0000  | Melanie Seeger (SC Potsdam)                                                      | 1:32:01 h0000       | Ulrike Sischka (SV Halle)                                                            | 1:42:16 h0000  |
| 20-km-Gehen, Mannschaftswertung        | SC PotsdamSabine Zimmer Melanie Seeger Maja Landmann                         | 4:43:27 h0000  | nur eine Mannschaft                                                              | nur eine Mannschaft | in der Wertung                                                                       | in der Wertung |
| Hochsprung                             | Daniela Rath (TSV Bayer 04 Leverkusen)                                       | 1,84 m         | Ariane Friedrich (LG Eintracht Frankfurt)                                        | 1,84 m              | Birgit Kähler (TSV Bayer 04 Leverkusen)                                              | 1,80 m         |
| Stabhochsprung                         | Silke Spiegelburg (TV Lengerich)                                             | 4,40 m         | Anastasija Ryzih (ABC Ludwigshafen)                                              | 4,35 m              | Carolin Hingst (USC Mainz)                                                           | 4,35 m         |
| Weitsprung                             | Bianca Kappler (LC Asics Rehlingen)                                          | 6,49 m         | Urszula Gutowicz-Westhof (Berliner SC)                                           | 6,48 m              | Kathrin van Bühren (Kevelaerer SV 1890/1920)                                         | 6,43 m         |
| Dreisprung                             | Silvia Otto (Team Erfurt)                                                    | 13,56 m        | Wibke Walter (LG Leinfelden-Echterdingen)                                        | 13,19 m             | Frauke Thrun (LG Nike Berlin)                                                        | 13,09 m        |
| Kugelstoßen                            | Nadine Kleinert (SC Magdeburg)                                               | 18,68 m        | Astrid Kumbernuss (SC Neubrandenburg)                                            | 18,31 m             | Christina Schwanitz (SV Neckarsulm)                                                  | 18,13 m        |
| Diskuswurf                             | Franka Dietzsch (SC Neubrandenburg)                                          | 64,19 m        | Jana Tucholke (LAZ Leipzig)                                                      | 59,82 m             | Ulrike Giesa (LAC Quelle Fürth/München/Würzburg)                                     | 57,73 m        |
| Hammerwurf                             | Betty Heidler (LG Eintracht Frankfurt)                                       | 70,34 m        | Susanne Keil (TSV Bayer 04 Leverkusen)                                           | 69,86 m             | Kathrin Klaas (LG Eintracht Frankfurt)                                               | 66,27 m        |
| Speerwurf                              | Steffi Nerius (TSV Bayer 04 Leverkusen)                                      | 64,54 m        | Christina Obergföll (LG Offenburg)                                               | 57,00 m             | Esther Eisenlauer (SV Schlau.com Saar 05 Saarbrücken)                                | 56,79 m        |
| Siebenkampf                            | Sonja Kesselschläger (SC Neubrandenburg)                                     | 5998 P         | Claudia Tonn (LC Paderborn)                                                      | 5849 P              | Katja Keller (SC Potsdam)                                                            | 5777 P         |
| Siebenkampf, Mannschaftswertung        | USC MainzKatrin Werkmann Christine Hantsch Marleen Wörsdörfer                | 15.374 P       | LT DSHS KölnKerstin Heinen Christina Hunneshagen Katrin Gewinner                 | 14.284 P            | TSG Gießen-WieseckNadine Schnürer Kerstin Novotny Stephanie Freitag                  | 13.632 P       |
| Crosslauf – 5,3 km                     | Sabrina Mockenhaupt (LG Sieg)                                                | 16:25 min00    | Susanne Ritter (SV Schlau.com Saar 05 Saarbrücken)                               | 16:34 min00         | Ulrike Maisch (1. LAV Rostock)                                                       | 16:42 min00    |
| Crosslauf, Mannschaftswertung          | LG Domspitzmilch RegensburgEllen Clemens Andrea Stengel Katharina Kaufmann   | Pl.-Ziff. 62   | SV Schlau.com Saar 05 SaarbrückenSusanne Ritter Marion Jakobs Claudia Rausch     | Pl.-Ziff. 78        | LG Wedel-PinnebergMarina Hilschenz Mareile Kitzel Nadja Freiburg                     | Pl.-Ziff. 106  |
| Berglauf – 9 km                        | Stefanie Buss (ASC Rosellen/Neuss)                                           | 44:54 min00    | Susanne Ritter (SV Schlau.com Saar 05 Saarbrücken)                               | 45:16 min00         | Romy Lindner (LG Vogtland)                                                           | 45:26 min00    |
| Berglauf, Mannschaftswertung           | LG Domspitzmilch RegensburgEllen Clemens Andrea Stengel Monika Hirt          | 1:25:14 h0000  | ASC Rosellen/NeussStefanie Buss Ute Jenke Tanja Wimmer                           | 2:32:12 h0000       | SSC Hanau-RodenbachLisa Reisinger Kerstin Straub Annette Straub                      | 2:35:02 h0000  |